# Maria Frederica de Hesse-Cassel (1768–1839)
Maria Frederica de Hesse-Cassel (em alemão:  Marie Frederike; Hanau, 14 de setembro de 1768 — Hanau, 17 de abril de 1839) foi uma princesa de Hesse-Cassel por nascimento e duquesa consorte de Anhalt-Bernburgo pelo seu casamento com Aleixo Frederico Cristiano de Anhalt-Bernburgo.

## Família
Maria Frederica foi a filha primogênita de Guilherme I, Eleitor de Hesse e da princesa Guilhermina Carolina da Dinamarca. Os seus avós paternos eram o conde Frederico II, Conde de Hesse-Cassel e a princesa Maria da Grã-Bretanha, sua primeira esposa. Os seus avós maternos eram o rei Frederico V da Dinamarca e a princesa Luísa da Grã-Bretanha. Sua avó paterna, Maria, e sua avó materna, Luísa, eram irmãs como filhas do rei Jorge II da Grã-Bretanha e de Carolina de Ansbach.
Ela teve três irmãos por parte de mãe e pai: Carolina Amália, esposa do duque Augusto de Saxe-Gota-Altemburgo; Frederico, e o eleitor Guilherme II de Hesse-Cassel, casado com a princesa Augusta da Prússia.
Além disso, ela teve 22 meio-irmãos ilegítimos por parte de pai.

## Biografia
No dia 29 de novembro de 1794, aos 26 anos, Maria Frederica casou-se com o então príncipe Aleixo Frederico Cristiano, de 27 anos. Ele era filho do príncipe Frederico Alberto de Anhalt-Bernburgo e de Luísa Albertina de  Eslésvico-Holsácia-Sonderburgo-Plön.
Logo após o casamento, a princesa começou a demonstrar sinais de doença mental (herdada por dois de seus filhos), o que levou a desentendimentos na corte. Portanto, em 6 de agosto de 1817, após quase vinte e três anos de união, Aleixo se divorciou da esposa.
Eles tiveram quatro filhos, duas meninas e dois meninos.
Ela retornou à Hanau, e lá faleceu, em 17 de abril de 1839. Seu corpo foi enterrado em Marienkirche, em Hanau, e o seu coração foi depositado na Igreja do Castelo de St. Aegidien, em Bernburg, na Saxônia-Anhalt. 

## Descendência
- Catarina de Anhalt-Bernburgo (1 de janeiro de 1796 – 24 de fevereiro de 1796);
- Guilhermina Luísa de Anhalt-Bernburgo (30 de outubro de 1799 – 9 de dezembro de 1882), esposa do príncipe Frederico da Prússia, com quem teve dois filhos;
- Frederico Amadeu de Anhalt-Bernburgo (19 de abril de 1801 – 24 de maio de 1801);
- Alexandre Carlos de Anhalt-Bernburgo (2 de março de 1805 – 19 de agosto de 1863), sucessor do pai. Foi marido de Frederica de Schleswig-Holstein-Sonderburg-Glücksburg. Sem descendência.